# Casaca (banda)

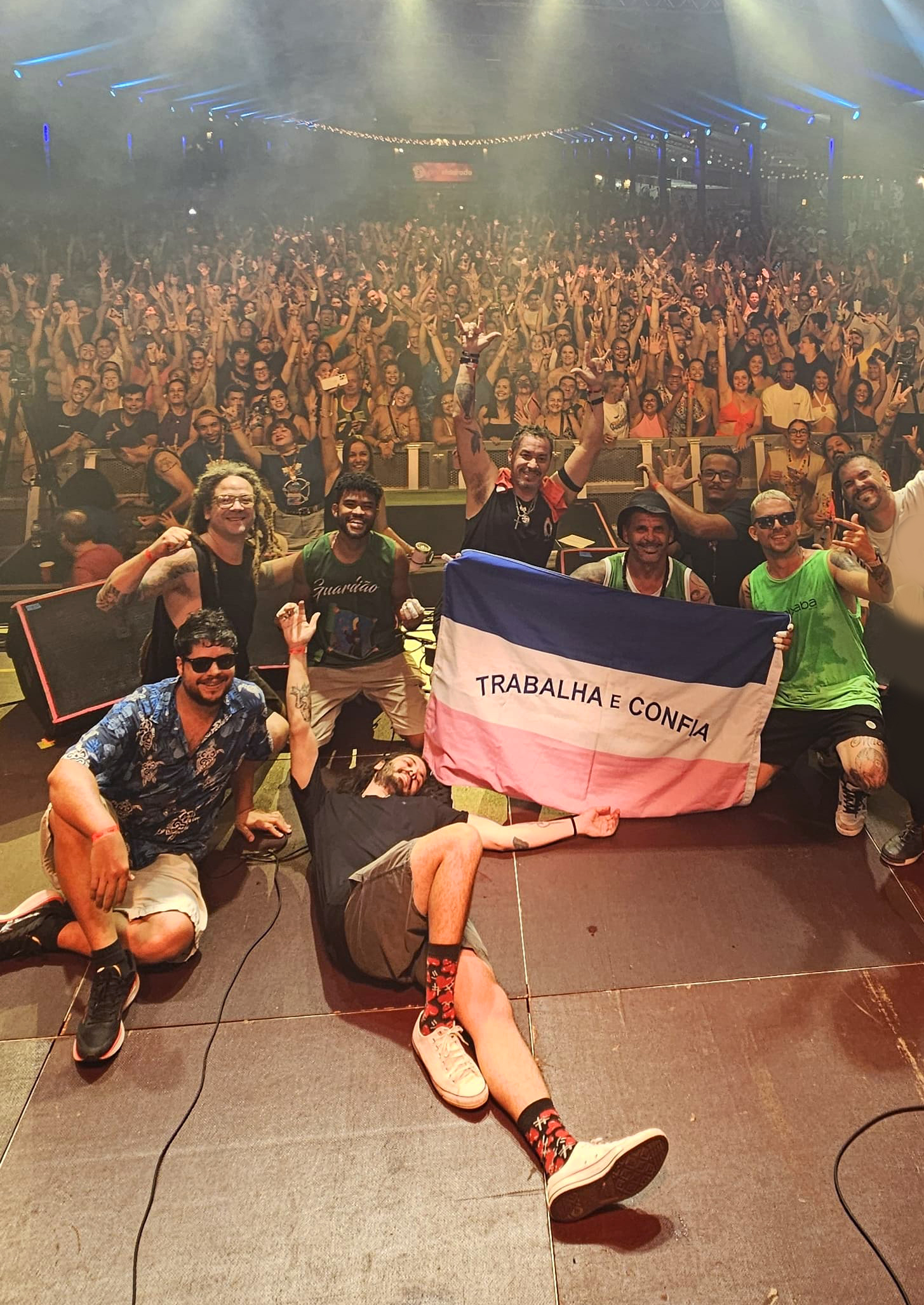

Casaca é uma banda brasileira originária da Barra do Jucu, balneário de Vila Velha, Espírito Santo, formada no início do ano de 2000 com ex-integrantes do grupo Kalangocongo. É deles a canção que despertou o robô da Nasa Spirit em Marte em 11 de janeiro de 2004. Essa canção foi parar em Marte por causa de um engenheiro da Nasa que é do Espírito Santo e fã da banda.
No ano de 2010 a banda Casaca preparou para as comemorações dos seus 10 anos um disco novo, uma turnê e uma exposição de fotos contando sua trajetória, que circulou por shoppings do Espírito Santo.
Em 2012, a banda foi lembrada como a mais popular do Espírito Santo por 27,8% do entrevistados pela pesquisa realizada pelo Instituto Futura.
Depois de 13 anos de estrada, a banda gravou seu primeiro DVD no dia 19 de setembro de 2013, no IlhaShows na Praia de Camburi. Com produção musical de Guto Graça Mello (que tem no currículo os artistas Roberto Carlos, Xuxa, Padre Marcelo Rossi e Padre Fábio de Melo), direção de Mário Meirelles (diretor do Programa da Xuxa) e cenário de Zé Carratu (que já foi cenógrafo de Vítor e Léo, Criança Esperança, Os Paralamas do Sucesso e Titãs), o repertório do DVD passou por toda carreira do Casaca, com músicas dos seis discos. Em "Sereia" a banda teve uma participação do cantor Saulo Fernandes.
O lançamento aconteceu durante as comemorações da Colonização do Solo Espírito-santense, no dia 23 de maio de 2014 na Prainha em Vila Velha.
Em 2020 a banda realizou uma turnê em comemoração aos seus 20 anos de estrada, rodando a região municípios dos estados da região sudeste.
Em 2021, a banda iniciou o processo de gravação de 13 canções inéditas que irão fazer parte do novo álbum "Celebração", que contará com a participação do artista capixaba Silva. 
Também gravou os clipes da música "Morena", "Do Teu Jeito part. Marceleza (vocalista do Maskavo)" e "Menino Que Sobe a Ladeira part Rapadura MC", disponíveis no canal oficial do YouTube da banda.
Em 2025, a banda lançou um novo álbum "Celebração", com novas músicas e regravações, disponíveis em todas as plataformas de streaming. 
Atualmente a banda cumpre uma grande agenda de shows pela Grande Vitória, interior do estado do Espírito Santo e em estados da região Sudeste, Centro Oeste e Nordeste do Brasil.

## Integrantes
- Renato Casanova (vocal) - 2000 / presente
- Flavinho Ribeiro (tambor de condução) - 2000 / presente
- Carlos Magno "CM" (teclado) - 2019 / presente
- Learh Barros (bateria) - 2025 / presente
- Guilherme Sadala (guitarra) - 2019 / presente
- Danilo Laslo "Chapecó" (baixo) - 2019 / presente
- Jeyffer Silva "Babancho" (casaca e tambor de repique) - 2019 / presente
- Lucas Falcão (casaca e tambor de repique) - 2023 / presente
- Kássio Dalla (percussão) - 2023 / presente

Ex-integrantes
- Márcio Xavier (2000 a 2017) - baixo e vocal
- Jura Fernandes (2000 a 2005) - guitarra
- Periquito (2000 a 2005 - 2010 a 2019) - casaca e percussão
- Jean (2000 a 2013) - tambor de condução
- Thiago Grilo (2000 a 2011) - caixa e percussões
- Vinícius Gaudio (2000 a 2005) - tambor de repique e casaca
- Augusto Galvêas (2001 a 2005) - teclados
- Dhiego Valadares (2005 a 2019) - tambor de condução
- Flávio Salvador (2019 a 2024) - bateria
- Daniel Calazans (2012 a 2016) - guitarra e voz
- Jeremy Naud (2013 a 2019) - teclados
- Anderson Paiva "Xuxinha" (2013 a 2016) - percussão
- Nego Leo (2008 a 2019 / 2024) - bateria
- Fernando Farinha (2005 a 2008) - percussão
- Perez Lisboa (2005 a 2011) - guitarra
- Alexandre Lima (2011 a 2012) - guitarra
- Marcelo Ribeiro (2022) - casaca
- Luan Silva Nunes (2019 a 2022) - tambor de repique
- Gustavo Lopes (2023) - tambor de repique
- Alessandro Erdmann (2017 a 2019) - baixo
- Júnior Araújo (2017 a 2019 / 2024) - guitarra
- Matheus Nogueira (2024) - teclados

## Discografia

### Álbuns
| Ano  | Título                            |         |
| ---- | --------------------------------- | ------- |
| 2001 | No Tambor, Na Casaca, Na Guitarra | (Álbum) |
| 2002 | Casaca                            | (Álbum) |
| 2003 | Ilha                              | (EP)    |
| 2004 | Na Estrada                        | (Álbum) |
| 2007 | Casaca EP                         | (EP)    |
| 2010 | Tempo                             | (Álbum) |
| 2014 | Casaca Ao Vivo                    | (Álbum) |
| 2017 | Chega!                            | (EP)    |
| 2025 | Celebração                        | (Álbum) |

### Singles
| Ano  | Título                    |  |
| ---- | ------------------------- |  |
| 2020 | Morena                    |  |
| 2021 | Do Teu Jeito              |  |
| 2022 | Menino Que Sobe a Ladeira |  |

### Videografia
- 2014 - Casaca ao Vivo